# Кентавр
Кента́вр (др.-греч. Κένταυρος) — в древнегреческой мифологии дикие, смертные существа с головой и торсом человека на теле лошади, обитатели гор и лесных чащ. Кентавры сопровождают бога вина Диониса, отличаются буйным нравом и невоздержанностью.
Предположительно, кентавры первоначально были воплощением горных рек и бурных потоков. В героических мифах одни кентавры являются воспитателями героев, другие — враждебны им. Согласно греческим мифам они населяли горы Пилион в Фессалии, Фолойские леса в Элиде и полуостров Малеан в южной Лаконии. Впоследствии мифы о кентаврах фигурируют и в римской культуре, а ещё позже их изображения попадают в средневековые европейские бестиарии. В настоящее время кентавры являются весьма популярными персонажами произведений фэнтези.

## Происхождение термина
Слово «кентавр» (др.-греч. κένταυρος, сentauros), или латинизированный вариант — «центавр» (лат. centaurus), традиционно возводится к словообразованию, состоящему из двух греческих корней: κεντέω — «колоть, рубить» и ταυρος — «бык», которое может интерпретироваться и как «убийца быков» или «охотник на быков», и как «погонщик быков» или даже «ковбой».
Образ кентавров, предположительно, возник как плод фантазии представителей цивилизованных, но не знавших ещё верховой езды народов, впервые столкнувшихся с конными всадниками неких северных кочевых племён: скифов, касситов или тавров. Этим объясняется как свирепый нрав кентавров, так и их связь с быками — основой хозяйства кочевников было скотоводство.
Согласно эвгемерическому истолкованию античного времени, это были юноши из деревни Туча, которые изобрели верховую езду и перебили диких быков; либо люди из города Пелефроний, где был найден способ приручать лошадей.
Согласно другому подходу, образ кентавров восходит ко временам распада греко-арийского языкового единства, а само слово, как и др.-инд. гандхарва, было заимствовано в протогреческий из некоего субстратного языка. Если принять эту версию, спекуляции о всадниках становятся беспочвенными, а принятую этимологию этого слова следует признать позднейшим народным переосмыслением. Вообще, даже семантически, образы кентавров и гандхарв весьма схожи.

## Представления о кентаврах
Две частично сохранившихся терракотовых статуэтки, найденных при раскопках в Угарите среди других образцов микенской керамики, предварительно идентифицированы как кентавры, что позволяет говорить о Бронзовом веке, как о периоде происхождения этого мифа. Раскрашенная терракотовая статуэтка кентавра найдена в «могиле героя» в Лефканди. Известная бронзовая статуэтка периода геометрического стиля, представляющая воина лицом к лицу с кентавром находится в нью-йоркском Метрополитен-музее.

### В древнегреческой мифологии
Кентавры считались потомками Иксиона и Нефелы — или прямыми, или через общего для племени предка Кентавра, ожеребятившего магнесийских кобылиц. В другом варианте кентавры были воспитаны на Пелионе нимфами и, возмужав, вступили в связь с кобылицами, от чего и родились двуприродные кентавры. Некоторых кентавров древнегреческие авторы выводили из этого генеалогического ряда, вероятно, чтобы облагородить их. Так, Хирон считался сыном Кроноса и кобылицы Филиры, Фол — сыном Силена. Иногда кентавров считают потомством Посейдона, что находит объяснение в мифологическом прошлом этого божества, тотемически связанного с лошадьми и имевшего коня атрибутивным животным.
Обычно кентавры показываются дикими и несдержанными существами, в которых преобладает животная природа, но известны и мудрые кентавры, в первую очередь Фол и Хирон, друзья и учителя Геракла и некоторых других героев. По представлениям, они жили в горах Фессалии вплоть до того дня, когда Геракл рассеял их по всей Элладе. Большая их часть была перебита Гераклом (см. Фол (кентавр)). Те, кто спаслись от Геракла, заслушались сирен, перестали есть и умерли от голода. По одному рассказу, Посейдон скрыл их в горе в Элевсине.
Популярным поэтическим сюжетом античности была кентавромахия, битва лапифов с кентаврами, разгоревшаяся из-за необузданного нрава последних на свадебном пиру царя лапифов Пирифоя — Евритион попытался похитить невесту Пирифоя. Согласно Диодору Сицилийскому сыновьями Аполлона были также Кентавр и Лапиф
В сюжетах о кентаврах встречается Геракл. В одном мифе во время похода за Эрифманским вепрем герой боролся с кентаврами по имени Анкий, Агрий, Орей, Гилей. Пиленор промывал рану от стрелы Геракла в реке, отчего река приобрела дурной запах. Фол — случайно оцарапался отравленной стрелой Геракла, когда тот совершал пятый подвиг, и умер. Хомад — пытался обесчестить сестру Эврисфея Алкиону и был убит Гераклом. Сам Геракл в конце концов тоже был убит посредством кентавра. Это описывается так, что кентавр Несс попытался похитить жену Геракла Деяниру, но был сражён стрелой с ядом Лернейской гидры. Умирая, Несс решил отомстить и посоветовал Деянире собрать свою кровь, так как она якобы поможет ей сохранить любовь Геракла. Деянира пропитала ядовитой кровью Несса одежду Геракла, и тот умер в страшных мучениях.
Хирон — учитель Ахилла, Ясона и др. героев.
Крот (Кротос) — сводный брат муз, жил на Геликоне, стал созвездием Стрельца.

### Внешность и качества
Чаще всего кентавр изображается как конь, на месте шеи которого размещается человеческий торс.
Самые мудрые кентавры в античности имели особое изображение. Обычно их передние ноги были человеческими, что подчёркивало их цивилизованность, при этом вся задняя часть тела оставалась лошадиной. Хирон почти всегда был одет, часто имел человеческие уши. Фол, напротив, обычно обнажённый и только с лошадиными ушами.
Кентавры женского пола, или кентавриды (др.-греч. Κενταυρίδες, лат. Centaurides, в просторечии «кентаврицы») редко встречались в живописи и мифах, играя в основном роль эпизодических персонажей, и зачастую их путали с нимфами. При этом, немногие авторы, упоминающие о их существовании, описывали их как созданий прекрасных физически и духовно. Наиболее известной кентавридой является Гилонома, жена Киллара (Циллара). Она — единственная женщина из рода кентавров, которая побывала на свадьбе Пирифоя, где она потеряла мужа, а затем покончила с собой от горя.
Также в Одиссее Гомер описывает детёнышей кентавров. Вопрос, чем выкармливались детёныши у кентавров — грудью или выменем — не описан.
Существует немало вариаций внешнего вида кентавра. Например, он может быть крылатым. Для обозначения существ, не схожих внешне с лошадью, но сохраняющих черты кентавра, в научной литературе используется термин «кентавроиды». Вот некоторые из них:
- Онокентавр — человек-осёл, олицетворяющий в средневековой мифологии двоедушного человека;
- Букентавр — человек-бык;
  - Керасты — «рогатые кентавры»[19] (человеко-буйволы)[20], рождённые от семени Зевса, извергнутого на почву Кипра от любви к Афродите[21][22][23].
- Леонтокентавр — человек-лев;
- Ихтиокентавр — создание, сочетающее в своём облике элементы рыбы, коня и человека[17].

## В литературе и искусстве
Благодаря греческим мифам, образы кентавров запечатлены на звёздном небе в созвездиях Центавра (Centaurus) и Стрельца (Sagittarius).
Существовала «разнометрическая драма» Херемона «Кентавр», а также пьеса Линкея «Кентавр».
Художники и скульпторы всех эпох часто обращались к образу кентавра. Особенно были популярны сцены кентавромахии.
В Средние века изображения кентавров появляются в миниатюрах арабских и европейских космологических трактатов среди знаков Зодиака.
Шекспир в трагедии «Король Лир» использует образ кентавра в сравнении.

Да, ниже пояса — они кентавры,

Хоть женщины вверху!

До пояса они — богов наследье,

А ниже — дьяволу принадлежат;
Оригинальный текст (англ.)
Down from the waist they are centaurs,

Though women all above:

But to the girdle do the gods inherit,

Beneath is all the fiend's
— Король Лир, акт IV, сцена VI
С ходом времени изначальный образ всего племени кентавров — диких и необузданных варваров, подвластных плотским чувствам, — был вытеснен образами немногих кентавров-мудрецов (Хирона и Фола). Кентавр стал символом мудрости и единения с природой.
Начиная с XIX века интерес к образу кентавра начинает усиливаться как у писателей и поэтов, так и у художников. В XXI веке кентавры становятся персонажами жанра фэнтези, их образ весьма популярен в современной фантастической литературе, кино и компьютерных играх.
Разумные существа с внешностью кентавров являются коренными обитателями планеты и одними из героев в научно-фантастическом романе Франсиса Карсака «Робинзоны космоса» (1955).
В 1963 году Джон Апдайк опубликовал роман «Кентавр».

## В геральдике
Кентавр относительно часто встречается на различных гербах: как родовых так и городских.
- Герб Химок
- Герб Гольшан
- Герб гмины Лютомерск

В христианстве кентавр символизирует чувственность, необузданные страсти, излишества, прелюбодеяние, воплощение дьявола. Этот персонаж служил олицетворением человека, разрываемого между добром и злом, еретика, который хоть и знает учение, но применяет его неверно. В средневековой символике кентавр считается противоположностью благородного рыцаря и олицетворением высокомерия.

## В культуре других народов
Гопатшах — в иранской мифологии — бык с торсом человека.
Вероятнее всего, этимологически с кентаврами напрямую связаны ведийские гандхарвы.
В исламе Бурак, крылатый конь, служил Мухаммеду.
В древнерусской литературной традиции аналогом кентавра является китоврас, имя и образ которого заимствованы у греческого кентавра. В «Повести о Бове Королевиче» действует получеловек-полуконь (в других версиях — получеловек-полупёс) Полкан.
Кентавр был изображён на монетах, чеканившихся в Серпуховско-Боровском княжестве в XIV веке.
Примечательно, что во время испанского завоевания Центральной Америки передвигавшиеся верхом конкистадоры также представлялись индейцам, знавшим только лам и тапиров, единым с лошадью существом. 

Никогда ещё индейцы не видели лошадей, и показалось им, что конь и всадник — одно существо, могучее и беспощадное. Луга и поля были заполнены индейцами, бегущими в ближайший лес.— Берналь Диас дель Кастильо (1492—1584), испанский конкистадор
Бронзовое зеркало с кентавром было найдено среди находок русской экспедиции XVII века на островах Фаддея Моря Лаптевых.